# Птащенко Олександр Олександрович
Олександр Олександрович Птащенко (10 січня 1940, с. Журавка (нині — Журівка Березівського р-ну Одеської обл.), Миколаївського р-ну, Одеської обл. — 15 вересня 2021) — фізик, доктор фізико-математичних наук, професор, член Українського фізичного товариства, член Національної спілки письменників України.

## Біографія
Народився 10 січня 1940 р. у с. Журавка, Миколаївського р-ну Одеської обл.
Навчався у Журавській семирічній школі, а 8–10 класах уже в школі сусіднього села — у Червоному Куті (нині — Чорний Кут). Вищу освіту одержав в Одеському державному університеті імені І. І. Мечникова (ОДУ; нині — Одеський національний університет міні І. І. Мечникова, ОНУ) на фізичному відділенні фізико-математичного факультету за спеціалізацією «теоретична фізика» з 1956 по 1961 рр.
Після першого курсу, разом з друзями-старшокурсниками та кишинівськими студентами був скерований у рамках проекту СРСР з подолання нестачі продовольства «Освоєння цілини» працював у радгоспі в с. Соколовка Північного Казахстану, тодішньої Павлоградської області (липень–вересень), друга поїздка на цілину відбулася у 1958 р., за що отримав у цьому ж році медаль «За освоєння цілинних земель»
З 1961 по 1963 рр. навчався в очній аспірантурі на кафедрі експериментальної фізики ОДУ, спочатку науковим керівником дисертаційного дослідження був завідувач кафедри, доцент Сьора Трохим Якович, який завчасно відійшов у вічність, згодом науковим наставником став академік НАН Вадим Євгенович Лашкарьов (на початку 1963 р.) та О. О. Птащенко продовжив науку як аспірант заочної аспірантури (1963—1965) в Інституті фізики напівпровідників НАНУ. Перебуваючи в аспірантурі вчений почав працювати на кафедрі експериментальної фізики на посаді асистента (1963), згодом, у 1967 р., був переведений на посаду старшого викладача цієї ж кафедри.
Кандидатську дисертацію захистив у 1968 р. «Исследование примесной фотопроводимости и ее инфракрасного гашения в полупроводниковых веществах типа CdS». У 1969 р. на фізичному факультеті ОДУ (фізико-математичний факультет був розділений у 1960 р. на фізичний та механіко-математичний) була створена кафедра фізичної електроніки під керівництвом доктора технічних наук, професора Преснова Віктора Олексійовича. На цю кафедру перейшов працювати О. О. Птащенко у 1970 р., що згодом була перейменована на кафедру фізики твердого тіла та твердотільної електроніки. У 1987 р. захистив докторську дисертацію «Нерівноважні процеси в сильних електричних полях у випромінюючих структурах з потенціальними бар'єрами на основі напівпровідників {\displaystyle A^{III}B^{V}}».
З 1988 по 2018 рр. працював на посаді професора кафедри фізики твердого тіла та твердотільної електроніки, а з 2005 р. — завідувача однойменної кафедри Одеського національного університету імені І. І. Мечникова.
Олександр Олександрович Пташенко є членом Українського фізичного товариства, членом товариства «Просвіта», на посаді голови Одеського відділення перебував з 2003 по 2005 рр. О. О. Птащенко займався також і громадською діяльністю, зокрема організував встановлення в Одесі трьох меморіальних дошок: лауреату Державної премії України професору Віктору Олексійовичу Преснову, засновникові української бібліографії, одному із засновників Одеської «Просвіти» Михайлу Федоровичу Комарову та видатному актору театру та кіно, народному артисту України, лауреату премії імені Олексія Попова Миколі Йосиповичу Сльозці.

## Наукова діяльність
Наукові інтереси вченого пов'язані з узагальненням феноменологічної теорії проходження струму в напівпровідникових структурах з потенціальними бар'єрами; вченим розроблено модель ізотипних гетеростуктур для створення високоефективних джерел світла на основі напівпровідників; встановлено закономірності електричних, магнітоелектричних та фотоелектричних явищ в p-i-n структурах з базою із релаксаційного напівпровідника з глибокими рівнями, на основі цих структур запропонував високочутливі сенсори температури, магнітного поля; розроблено методики діагностики деградаційних процесів у напівпровідникових приладах тощо. А також О. Птащенко вивчив закономірності деградації та розробив моделі деградаційних процесів, пов'язаних з генерацією, перенесенням та накопиченням дефектів у неоднорідних напівпровідникових p-n, p-i-n, n-i-n структурах. Результати своєї роботи були втіленні не лише в доповідях, публікаціях, а й в переданні їх молодому поколінню, читаючи різноманітні лекційні курси та спецкурси в ОНУ, зокрема «Фізичні основи твердотільної електроніки», «Нелінійна оптика і квантова електроніка», «Фізичні основи оптоелектроніки», «Квантова електроніка і оптоелектроніка», «Проблеми сучасної фізики».
Був науковим керівником низки досліджень за держбюджетними темами, зокрема деградаційні процеси у світло-випромінюючих структурах, просторові властивості та поляризація випромінювання лазерних гетероструктур; дослідження поверхневих явищ і нерівноважних процесів у шаруватих структурах оптоелектроніки; дослідження квантово-розмірних оптичних явищ у наночастинках галоїдів срібла, сформованих у пористих силікатних склах.
Він — автор понад 200 наукових праць, 4 винаходів, 10 навчально-методичних праць, понад 20 літературних публікацій, зокрема і таких поетичних збірок як «Любов і біль», «Нищені — не знищені» та «Вклоняюсь Вам».
Під керівництвом ученого захищено 12 кандидатських дисертацій: Тимохов Ф. П. «Електролюмінесценція ізотопних гетероструктур на основі GaAs и Ga₁₋x AlxAs» (1979); Марютін В. І. «Дослідження електричних, фотоелектричних і магнітних властивостей р-ν-n структур на основі GaAs» (1982); Ірха В. І. «Дослідження деградаційних процесів у світловипромінювальних структурах на основі {\displaystyle {\ce {Ga{1-x}Al{x}As}}} під дією оптичного, рентгенівського та γ-випромінювання» (1983); Калиниченко Л. Ф. «Деградація інжекційної електролюмінесценції GaAs, GaAsP та GaAlAs при низьких рівнях інжекції» (1985); Ем Рен Сік «Деградація структур метал–арсенід галію» (1985); Белаль Т. «Вплив глибоких рівнів на електролюмінесценцію p-n переходів на основі GaAsP та GaAlAs» (1986); Мороз (Маслєєва) Н. В. «Вплив дислокацій на електричні властивості та електролюмінесценцію p-n переходів на основі GaAlAs та GaAsP» (1986); Цап Б. В. «Деградація p-n переходів на основі GaAlAs та GaAsP під дією лазерного випромінювання» (1988); Фусік М. «Вплив іонного опромінення на рекомбінаційні процеси у випромінюваних p-n переходах на основі GaAsP» (1989); Наджіп М. Н. «Вплив дислокацій на рекомбінаційні процеси у випромінюваних p-n переходах на основі GaP» (1991); Мелконян Д. В. «Рекомбінація носіїв заряду у випромінюваних p-n переходах на основі GaP з неоднорідностями» (1994); Артеменко О. С. «Вплив адсорбції молекул аміаку на поверхневі явища в p-n переходах на основі напівпровідників AIIIBV» (2004).

## Праці

### Творчий доробок
- Любов і біль : поезії / О. О. Птащенко. — Одеса: Маяк, 2003. — 77 с.
- Нищені — не знищені / О. О. Птащенко ; ред. О. С. Різників. — Одеса: Астропринт, 2006. — 48 с.
- Вклоняюсь вам : збірка поезій / О. О. Птащенко ; передмова: О. І. Вавілова ; ред.: О. С. Різників. — Одеса: Одес. нац. ун-т, 2013. — 26 с. — (Вони родом із університету) (До 150-річчя Одеського нац. ун-ту ім. І. І. Мечникова).
- Наша Голгофа : думи / О. О. Птащенко. — Одеса: Астропринт, 2014. — 70 с.
- Наша Голгофа : думи / О. О. Птащенко. — 2-ге вид., оновл. і допов. — Київ: Укр. пріоритет, 2018. — 94, [1] с.
- Відлуння зустрічей і вражень : [спогади] / О. О. Птащенко. — Одеса: Астропринт, 2021. — 232 с.

### Наукові праці вченого
- Нелинейная физика: основные понятия и идеи / А. А. Птащенко. — Одесса: Астропринт, 1996. — 104 с.
- Основи нелінійної фізики: навч. посіб. / О. О. Птащенко. — Одеса: Астропринт, 2001. — 107 с.
- Основи квантової електроніки: навч. посіб. / О. О. Птащенко. — Одеса: Астропринт, 2010. — 392 с.
- Фізичні основи твердотільної електроніки: навч. посіб. — Одеса, 2011. — 118 с.
- Mechanical strain and degradation of laser heterostructures / A. A. Ptashchenko, F. A. Ptashchenko, N.V. Maslejeva, G.V. Sadova // Proceedings of SPIE — The International Society for Optical Engineering. — 2001. — Vol. 4355. — P. 79–86.
- Solid state conductivity and catalytic activity of hexacyanoferrate(II) — thiosemicarbazide complexes of 3d-metals / A. A. Ptashchenko, T. V. Koksharova, N. V. Masleeva [et al. // Theoretical and Experimental Chemistry. — 2002. — Vol. 38, iss. 4. — P. 263—267.]
- Вплив парів аміяку на поверхневий струм в p–n переходах на основі напівпровідників {\displaystyle A^{3}B^{5}} / О. Птащенко, О. Артеменко, Ф. Птащенко // Журнал фізичних досліджень. — 2003. — Т. 7, Число 4. — С. 419—425.
- Degradation of semiconductordevices: non-destructive diagnostics / A. A. Ptashchenko, F. A. Ptashchenko // Вісник Одеського національного університету. — 2006. — Т. 11, вип. 7 : Фізика. — С. 3–18.
- Photoluminescence features of AgBr nanoparticles formed in porous glass matrices / O. O. Ptashchenko, I. K. Doycho, S. A. Gevelyuk [et al. // Optica Applicata. — 2010. — Vol. 40, iss. 2. — P. 323–332.]
- Effect of deep centers on the time-resolved surface current induced by ammonia molecules adsorption in GaAs p-n junctions / O. O. Ptashchenko, F. O. Ptashchenko, V. R. Gilmutdinova // Фотоэлектроника = Photoelectronics. — 2014. — № 23. — P. 107—111.
- Effect of water vapors on the time-resolved surface current induced by ammonia molecules adsorption in GaAs p-n junctions / O. O. Ptashchenko, F. O. Ptashchenko // Фотоэлектроника = Photoelectronics. — 2017. — № 26. — С. 156—157.
- Viktor Oleksiyovich Presnov and his main contribution to physics of semiconductors and electronic technique / O. O. Ptashchenko // Semiconductor physics, quantum electronics & optoelectronics. — 2018. — Vol. 21, № 1. — С. 105.